# 1910

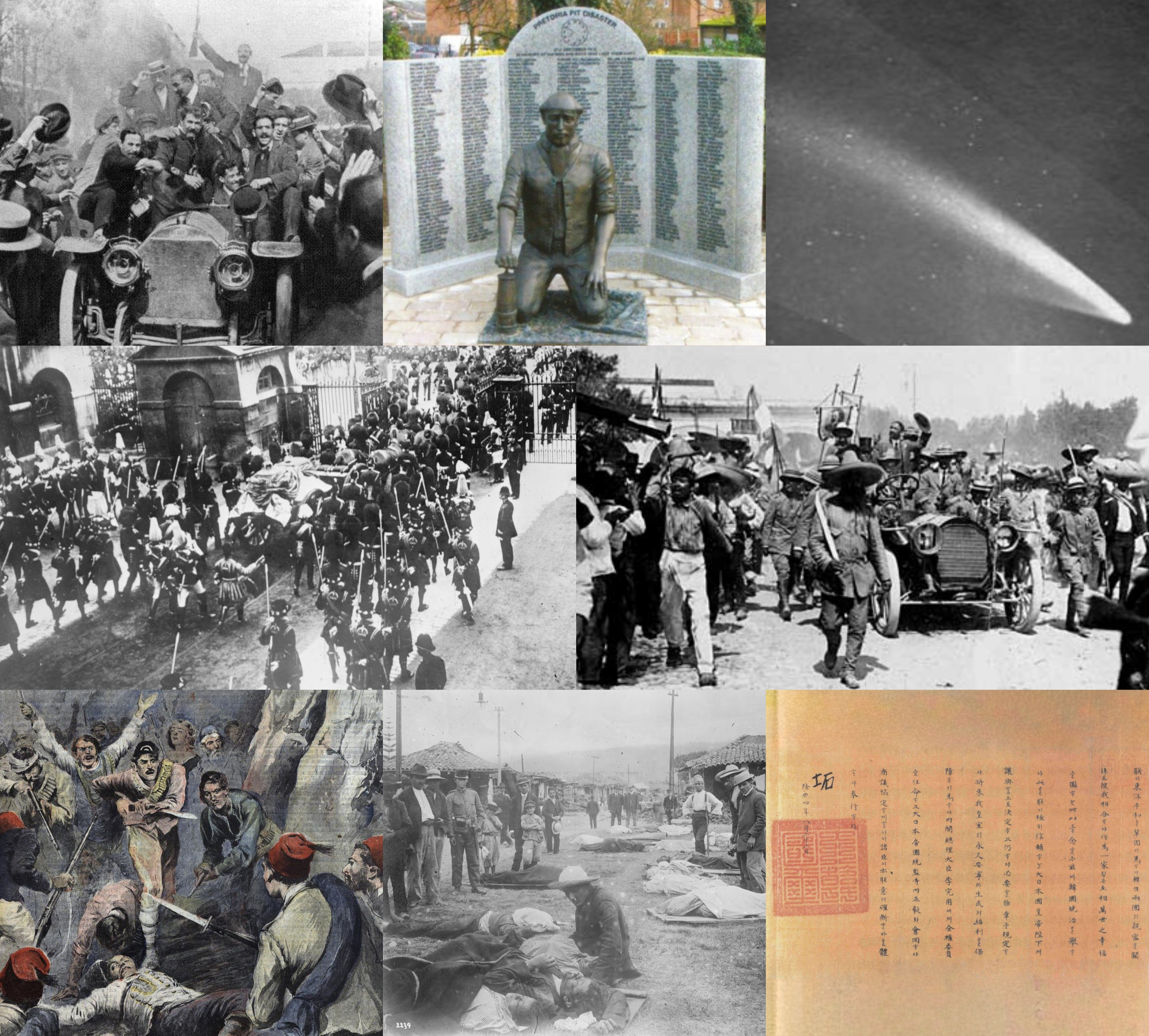

1910 (MCMX) là một năm thường bắt đầu vào Thứ bảy của lịch Gregory và là một năm thường bắt đầu vào Thứ Sáu của lịch Julius, năm thứ 1910 của Công nguyên hay của Anno Domini, the năm thứ 910  của thiên niên kỷ 2, năm thứ 10  của thế kỷ 20, và năm thứ  1   của thập niên 1910. Tính đến đầu năm 1910, lịch Gregory bị lùi sau 13 ngày trước lịch Julius, và vẫn sử dụng ở một số địa phương đến năm 1923. 

## Sự kiện

### Tháng 2
- 2 tháng 2: Xuyên Nam Gia Định khởi nghĩa phản Thanh thất bại
- 12 tháng 2: Quảng Châu khởi nghĩa phản Thanh thất bại

### Tháng 5
- 31 tháng 5 - Liên hiệp Nam Phi thành lập.

### Tháng 6
- 2 tháng 6 - Zeppelin bay lần đầu tiên.

## Sinh
- 11 tháng 1 - Trygve Bratteli, Thủ tướng Na Uy (m. 1984)
- 15 tháng 1 - Trần Hữu Dực (1910-1993) nguyên Ủy viên Ban Chấp hành Trung ương Đảng Cộng sản Việt Nam; nguyên Phó Thủ tướng Chính phủ, Bộ trưởng Phủ Thủ tướng nước Cộng hòa Xã hội Chủ nghĩa Việt Nam
- 12 tháng 3 - Ōhira Masayoshi, Thủ tướng thứ 43 của Nhật Bản (m. 1980)
- 27 tháng 4 - Tưởng Kinh Quốc, Tổng thống thứ 12 của Trung Hoa Dân Quốc (m. 1988)
- 7 tháng 7 - Thạch Lam, nhà văn người Việt Nam (m. 1942)
- 10 tháng 7:
  - Nguyễn Tuân, nhà văn người Việt Nam (m. 1987)
  - Nguyễn Hữu Thọ, Quyền Chủ tịch nước Việt Nam,  Chủ tịch Quốc hội Việt Nam, Chủ tịch Hội đồng Cố vấn Cộng hòa Miền Nam Việt Nam (m. 1996)
- 14 tháng 7 - William Hanna, nhà làm phim hoạt hình người Mỹ (m. 2002)
- 27 tháng 8 - Mẹ Teresa, đoạt Giải Nobel Hòa bình năm 1979 (m. 1997)
- 28 tháng 9 - Diosdado Macapagal, Tổng thống thứ 9 của Philippines (m. 1997)
- 1 tháng 11 - Nguyễn Thị Minh Khai - một trong những nhà lãnh đạo của Đảng Cộng sản Đông Dương trong giai đoạn 1930-1940 (m. 1941)
- 4 tháng 12 - R. Venkataraman, Tổng thống thứ 8 của Ấn Độ (m. 2009)
- Gordon Pai'ea Chung-Hoon (m. 1979)

## Mất
- 21 tháng 4 - Mark Twain, nhà văn Mỹ (s. 1835)
- 20 tháng 11 - Lev Nikolayevich Tolstoy, nhà văn Nga (s. 1828)
- 27 tháng 5 - Robert Koch, bác sĩ và nhà sinh học người Đức (s. 1843)

## Giải Nobel
- Vật lý - Johannes Diderik van der Waals
- Hóa học - Otto Wallach
- Y học - Albrecht Kossel
- Văn học - Paul Heyse
- Hòa bình - Văn phòng Thường trực Hòa bình Quốc tế